# Diego de Xáraba y Bruna
Diego de Xáraba y Bruna (né à Daroca dans la province de Saragosse vers 1652 et mort à Madrid le 23 avril 1716) est un compositeur et organiste espagnol.

## Biographie
Issu d'une famille de musiciens, Diego de Xáraba y Bruna, comme son frère Francisco, était le fils de la sœur de Pablo Bruna, le célèbre organiste de la collégiale de Daroca dont ils ont été les élèves. Aucun des deux frères n'a accompli la volonté de leur oncle de lui succéder à Daroca après sa mort.
En 1669, Diego s'installe à Saragosse, où il fera partie de la chapelle de Don Juan José d'Autriche, gouverneur général de l'Aragon, qui avait dû faire sa connaissance lors ses fréquents séjours en Daroca. Il a été aussi organiste de 1674-1677 à la basilique du Pilar, après la mort du titulaire précédent, Joseph Muniesa. Durant son séjour à Saragosse, il a signé en 1674 l'adoption du traité Instrucción de Música sobre la Guitarra Española de Gaspar Sanz.
Lors d'une visite à Saragosse pour prêter serment aux fueros, le roi Charles II, qui avait probablement entendu jouer Diego chez son frère Don Juan José d'Autriche, a nommé Diego de Xáraba premier organiste de la Chapelle Royale. Le compositeur quitte Saragosse pour Madrid le 11 juin 1677. À la mort de son oncle, Pablo Bruna, en 1679, Diego Xaraba naturellement n'a pas repris le poste d'organiste à Daroca pour lequel il était destiné. À Madrid, il enseigne le clavecin à différentes reines. Il a également signé l'approbation des Fragmentos Músicos de Pablo Nasarre (es) en 1700 et des Reglas generales de acompañar en órgano, clavicordio y harpa de José de Torres en 1702.

## Compositions
Trois seulement de ses œuvres subsistent, l'une d'elles à la cathédrale de Jaca:
- Tiento accidental por Alamire.
- Idea vuena por Alamire-Fuga.
- Obra de lleno, tono 3.º